# Popularna kultura
Popularna kultura (također poznata kao masovna kultura ili pop kultura) jest skup praksi, vjerovanja, umjetničkih produkcija (poznatih i kao popularna umjetnost ili masovna umjetnost) i predmeta koji su dominantni ili prevladavajući u društvu u određenom trenutku. Popularna kultura obuhvaća i aktivnosti te osjećaje koji proizlaze iz dodira s tim dominantnim objektima. Ključni pokretači popularne kulture, osobito na Zapadu, uključuju medije, privlačnost masama, marketing i kapitalizam; proizvodi se putem onoga što filozof Theodor Adorno naziva "industrijom kulture".
Zbog jakog utjecaja masovnih medija u suvremenom dobu, ova zbirka ideja prožima svakodnevne živote ljudi u određenom društvu. Popularna kultura stoga utječe čak i na stavove pojedinaca prema određenim temama. Ipak, postoji raznolikost u definicijama pop kulture, što znači da je popularna kultura nešto što različiti ljudi u različitim kontekstima mogu definirati na različite načine. Općenito se promatra u kontrastu s drugim oblicima kulture kao što su narodna kultura, kultura radničke klase ili visoka kultura, a također i iz različitih akademskih perspektiva kao što su psihoanaliza, strukturalizam, postmodernizam i druge. Uobičajene kategorije pop kulture uključuju zabavu (poput filma, glazbe, televizije i videoigara), sport, vijesti (kao u ljudima ili mjestima na vijestima), politiku, modu, tehnologiju i sleng.

## Povijest
Izraz "popularna kultura" skovan je u 19. stoljeću ili ranije. Tradicionalno, popularna kultura bila je povezana s ograničenim obrazovanjem i nižim klasama, za razliku od "službene kulture" i visokog obrazovanja viših klasa. S usponom industrijske revolucije u 18. i 19. stoljeću, Britanija je doživjela društvene promjene koje su rezultirale povećanjem stope pismenosti. S razvojem kapitalizma i industrijalizacije, ljudi su počeli trošiti više novca na zabavu, poput komercijaliziranih pubova i sportskih događanja. Čitanje je također postalo sveprisutno. Penny dreadfuls, viktorijanski ekvivalent videoigara, označavali su prvi britanski okus masovno proizvedene popularne kulture za mlade, kako je opisano u The Guardianu 2016. godine. Rastuća potrošačka kultura i poboljšana mobilnost putem novih željeznica, poput prve javne željeznice Stockton i Darlington otvorene u sjeveroistočnoj Engleskoj 1825., stvorili su tržište za jeftinu popularnu književnost i olakšali njenu distribuciju u velikim razmjerima. Prve serijske publikacije za peni počele su se objavljivati tijekom 1830-ih kako bi zadovoljile rastuću potražnju.
Naglasak na razlikovanju od "službene kulture" postao je izraženiji potkraj 19. stoljeća, a ova praksa se ustalila u međuratnom razdoblju.
Od kraja Drugog svjetskog rata, nakon značajnih kulturnih i društvenih promjena potaknutih inovacijama masovnih medija, počelo se primjećivati preklapanje značenja izraza "popularna kultura" s konotacijama kao što su "masovna kultura", "medijska kultura", "kultura slike", "potrošačka kultura" te "kultura za masovnu potrošnju".
Skraćeni oblik "pop" za "popularno", primjerice u izrazu "pop glazba", potječe iz kasnih 1950-ih. Iako se pojmovi "pop" i "popularno" ponekad koriste kao sinonimi, njihova značenja se djelomično preklapaju, pri čemu pojam "pop" ima uži fokus. "Pop" se odnosi na nešto što posjeduje karakteristike masovne privlačnosti, dok se "popularno" odnosi na ono što je steklo popularnost, bez obzira na stil.

## Definicija
Prema autoru Johnu Storeyu, postoji nekoliko različitih definicija popularne kulture. Kvantitativna definicija kulture stvara problem toga što djela "visoke kulture" (npr. televizijske dramatizacije Jane Austen) također mogu biti smatrana "popularnima". "Pop kultura" se može definirati i kao ono što ostane kad odlučimo što spada pod visoku kulturu. Ipak, mnoga djela nadilaze granice između ta dva pojma, uključujući autore poput Williama Shakespearea, Charlesa Dickensa, Lava Tolstoja i Georgea Orwella.
Treća definicija izjednačava pop kulturu s "masovnom kulturom" i idejama, smatrajući je komercijalnom kulturom koja se masovno proizvodi za široku potrošnju putem masovnih medija. Iz zapadnoeuropske perspektive, ovo se može usporediti s američkom kulturom. Alternativno, "pop kultura" može se definirati kao "autentična" kultura ljudi, no ova definicija može biti problematična zbog različitih načina definiranja "ljudi". John Storey tvrdi da postoji politička dimenzija popularne kulture, gdje se neo-Gramscijeva teorija hegemonije vidi kao borba između "otpora" podređenih grupa u društvu i snaga "inkorporacije" koje djeluju u interesu dominantnih grupa. Postmodernistički pristup popularnoj kulturi "više ne bi priznavao razliku između visoke i popularne kulture".
Storey tvrdi da je popularna kultura proizašla iz urbanizacije industrijske revolucije. Studije o Shakespeareu, kao što su radovi Weimanna, Barbera ili Bristola, lociraju velik dio karakteristične vitalnosti njegove drame u njezinom sudjelovanju u renesansnoj popularnoj kulturi. Suvremeni praktičari poput Daria Foa i Johna McGratha koriste popularnu kulturu u njezinu Gramscijevom smislu, uključujući drevne narodne tradicije poput, primjerice, commedie dell'arte.
Popularna kultura neprestano evoluira i pojavljuje se na jedinstven način u određenom mjestu i vremenu. Stvara strujanja i vrtloge te predstavlja kompleks međusobno ovisnih perspektiva i vrijednosti koje na različite načine utječu na društvo i njegove institucije. Primjerice, određene struje popularne kulture mogu proizići iz (ili se razlikovati u) supkulturama, predstavljajući perspektive s kojima je popularna kultura tek djelomično upoznata. Predmeti popularne kulture često se obraćaju širokom spektru javnosti. Važan suvremeni doprinos razumijevanju značenja popularne kulture dao je njemački istraživač Ronald Daus, koji proučava utjecaj izvaneuropskih kultura u Sjevernoj Americi, Aziji, posebno u Južnoj Americi.

### Teorije rascjepa kulture
Postoje tri teorija rascjepa jedinstvene, pred-moderne kulture na dvije nerijetko suprotstavljene kulture - visoku i popularnu. 
- Prva, liberalna, tvrdi da popularna kultura oprimjerena modernim bestselerima i člancima u časopisima pruža puko ispunjene želje u različitim oblicima, dok strogost visoke kulture oprimjerena u uglednim romanima, pjesmama i dramama može pomoći čitatelju da se manje nedoraslo nosi sa stvarnim životom. Ova teorija zasniva se na psihološkoj, moralističkoj razlici između onih koji se pasivno podvrgavaju načelu užitka i onih koji se opiru samoobmanjivanju.

- Druga i treća teorija su marksističke, a razvile su se iz tvrdnji Karla Marxa i Engelsa u Njemačkoj ideologiji da su vladajuće ideje svake epohe ideje vladajuće klase. Druga teorija tako tvrdi da u svijetu zrelog kapitalizma radnik postaje sve otuđeniji od proizvodnje i natjeran na potrošnju u slobodnom vremenu, pa se popularna kultura sve više prilagođava klasičnoj robnoj proizvodnji. U svijetu korporativnog kapitalizma i visoka kultura je obmanjujuća, međutim njezina joj transcedentnost obećava da se neće pretvoriti u potrošnu robu i zbog toga, za razliku od popularne kulture, ima afirmativan karakter.

- Treća teorija polazi od postmarksističkog uvida u ulogu ideologije kao ključne snage u reprodukciji određenog i ne samo kapitalističkog društva. Reprodukciju svakog ljudskog društva omogućava djelovanje dominantne ideologije. U kapitalističkom društvu, dominantna ideologija društvenu reprodukciju osigurava prije svega na polju popularne kulture, uspostavljajući i široko distribuirajući pojavu tzv. lažne svijesti. Održavanje lažne svijesti održavanje je dominantne ideologije aktualnom. Nasuprot popularnoj kulturi, teorija dominantne ideologije smatra da visoka kultura nije presudno obilježena ideologijom, što je čini neovisnijom, pa time i vrjednijom.

#### Revizija teorija rascjepa
Sva tri pionirska određenja popularne kulture rezultiraju sviješću u kojem je visoka kultura a priori dobra, a popularna kultura a priori loša. Reviziju ovakvih ranih socioloških, marksističkih i filozofskih uvida poduzeli su osnivači i sljedbenici osobitog interdisciplinarnog društveno-humanističkog studija nazvanog - Britanski kulturalni studiji, koji su djelovali na Birminghamskom centru za suvremene kulturalne studije od 1964. do kasnih 80-ih, kada Centar prelazi pod okrilje Sveučilišta u Birminghamu. Oni su - počevši od 19. stoljeća, pa sve do tada aktualne beatlesomanije - prateći iznimno brze promjene na polju kulture u Engleskoj - zakon o obveznom školovanju, masovna pismenost, pojava novih tehnologija i uspon masovnih medija poput novina, radija, filma i televizije itd. - pokušali analizirati pojavu i razvoj jedne sasvim nove kulture; kulture koja je nastajala daleko od tradicionalnih kulturalnih institucija kao što su škola, Sveučilište, muzej, kazalište ili crkva.

### Razine
Unutar domene popularne kulture postoji organizacijska kultura. Od svog početka, popularna kultura je usko povezana s klasama u društvu i sukobima između njih. Unutar popularne kulture razvile su se dvije razine, visoka i niska. Visoku kulturu možemo opisati kao umjetnost i djela koja se smatraju vrhunskom vrijednošću, imajući povijesni, estetski i društveni značaj. Nisku kulturu neki povjesničari gledaju kao kulturni izraz nižih klasa.

### Folklor
Prilagodbe temeljene na tradicionalnom folkloru ostaju izvor popularne kulture. Ovaj rani sloj kulturnog mainstreama i dalje postoji i danas, manifestirajući se u obliku koji je odvojen od masovno proizvedene popularne kulture. Ovaj izraz širi se usmenom predajom, a ne putem masovnih medija, primjerice kroz šale ili urbane legende. Sa širom upotrebom interneta od 1990-ih, granica između masovnih medija i usmene predaje postala je zamagljena.
Iako je folklorni aspekt popularne kulture uvelike povezan s komercijalnim elementom, zajednice u javnosti imaju vlastite preferencije i možda neće uvijek prihvatiti svaki kulturni ili supkulturni proizvod koji se nudi. Nadalje, određena uvjerenja i stavovi o proizvodima komercijalne kulture mogu kružiti među ljudima i transformirati se u procesu, na način sličan razvoju folklora.

## Kritika
Popularna kultura na Zapadu često je meta kritika zbog sustava komercijalizma koji favorizira odabrane proizvode i masovno ih plasira kapitalistička elita viših klasa. Ovakve kritike često dolaze od marksističkih teoretičara, uključujući Herberta Marcusea, Theodora Adorna, Maxa Horkheimera, Antonija Gramscija, Guya Deborda, Fredrica Jamesona, Terryja Eagletona, kao i određenih postmodernih filozofa poput Jean-Françoisa Lyotarda, koji se bavio komercijalizacijom informacija u kapitalizmu, te Jean Baudrillarda, među ostalima.

### Industrija kulture
Najznačajnije kritike popularne kulture formulirali su marksistički teoretičari Frankfurtske škole tijekom 20. stoljeća. Theodor Adorno i Max Horkheimer analizirali su opasnosti kulturne industrije u svom utjecajnom djelu "Dijalektika prosvjetiteljstva", oslanjajući se na ideje Kanta, Marxa, Nietzschea i drugih. Prema Adornu, kapitalistička popularna kultura nije autentična izražajnost naroda, već sustav homogenih i standardiziranih proizvoda proizvedenih u službi kapitalističke dominacije od strane elite. Potražnja potrošača za holivudskim filmovima, pop pjesmama i potrošnim knjigama pod utjecajem je kapitalističkih industrija poput Hollywooda i elite koja određuje koja će roba biti promovirana u medijima, uključujući televiziju i tiskano novinarstvo. Adorno je izjavio: "Industrija se klanja glasovanju koje je sama postavila." Elita komodificira proizvode prema svojim uskim ideološkim vrijednostima i kriterijima, a Adorno tvrdi da publika postaje naviknuta na te formulacije, čime se intelektualna kontemplacija čini nemogućom. Adornov rad imao je značajan utjecaj na studije kulture, filozofiju i novu ljevicu.
U članku iz 2014. godine za New Yorker, glazbeni kritičar Alex Ross iznio je stav o obnovljenoj važnosti Adornovog rada u dobu digitalizacije: "Pop hegemonija nije ni približno potpuna, njezine superzvijezde dominiraju medijskim prostorom i kontroliraju ekonomsku moć tajkuna... Kultura se čini monolitnijom nego ikada prije, s nekoliko divovskih korporacija poput Googlea, Applea, Facebooka i Amazona koje upravljaju monopolima bez presedana." Postoje brojna tumačenja o tome kako zapadne zabavne industrije jačaju transnacionalni kapitalizam te čvrsto utvrđuju kulturnu dominaciju Zapada. Dakle, umjesto da bude autentična lokalna kultura, komercijalna zabava umjetno se pojačava putem transnacionalnih medijskih korporacija.
Profesor njemačkog jezika i književnosti Jack Zipes iznio je kritiku masovne komercijalizacije i korporativne hegemonije koja stoji iza franšize o Harryju Potteru. Smatra da su proizvodi kulturne industrije "popularni" jer su jednolični i slijede uobičajene konvencije; mediji potom oblikuju preferencije djece. Analizirajući globalni brend Harryja Pottera, Zipes je zapisao: "Mora se prilagoditi standardima iznimke koje postavljaju masovni mediji i promiče kulturna industrija općenito. Postati fenomen znači da se pojedinac ili proizvod mora prilagoditi hegemonijskoj skupini koja određuje što čini fenomen."

### Imperijalizam
Prema Johnu M. MacKenzieju, mnogi proizvodi popularne kulture stvoreni su s ciljem poticanja imperijalističkih ideologija i veličanja britanske elite, umjesto da predstavljaju demokratski pogled na svijet. Iako postoji niz filmova koji ne uključuju takvu propagandu, bilo je i mnogo filmova koji su promicali rasizam i militaristički imperijalizam.

### Feministička kritika
Feministička teoretičarka Bell Hooks argumentira da komercijalni proizvodi i javne ličnosti ne mogu predstavljati simbole progresivnosti kada surađuju s imperijalističkim kapitalizmom i promiču ideale ljepote. Hooks koristi Beyoncé kao primjer robe koja je ojačana kapitalističkim korporacijama, ističući kako takvi proizvodi postaju sudionici u imperijalističkim i patrijarhalnim strukturama.

### Propaganda
Edward S. Herman i Noam Chomsky iznijeli su kritiku masovnih medija u svom djelu Manufacturing Consent: The Political Economy of the Mass Media iz 1988. godine. Njihov argument leži u tvrdnji da su masovni mediji pod kontrolom moćne hegemonističke elite koja promovira vlastite interese, određujući i manipulirajući informacijama prisutnima u mainstream medijima. Stoga, masovni mediji djeluju kao sustav propagande.
Propagandni pristup medijskom izvještavanju sugerira sistematsku i visoko političku dihotomizaciju u vijestima temeljenu na korisnosti za važne domaće moćne interese. To bi trebalo biti uočljivo u dihotomiziranim izborima priča i u količini i kvaliteti izvještavanja... takva dihotomizacija u masovnim medijima je masivna i sustavna: ne samo da su izbori za objavljivanje i potiskivanje shvatljivi u smislu sustava prednosti, već načini rukovanja favoriziranim i nepraktičnim materijalima (mjesto, ton, kontekst, potpunost obrade) razlikuju se na načine koji služe političkim ciljevima..

### Konzumerizam
Prema postmodernom sociologu Jeanu Baudrillardu, pojedinac je obvezan tražiti neumoljivo maksimiziranje užitka kako bi izbjegao postati asocijalan. Stoga postaju nerazlučivi "uživanje" i "zabava" od potrebe za konzumiranjem. Dok je Frankfurtska škola vjerovala da su potrošači pasivni, Baudrillard tvrdi da su potrošači osnaženi da konzumiraju proizvode kao oblik aktivnog rada kako bi postigli uzlaznu društvenu mobilnost. Stoga su potrošači u kapitalizmu educirani da kupuju proizvode poput pop albuma i potrošne fikcije kako bi pokazali svoju privrženost društvenim trendovima, modi i supkulturama. Iako potrošnja može proizaći iz aktivnog izbora, izbor je još uvijek posljedica društvenih uvjeta koje pojedinac nije svjestan. Baudrillard kaže: "Čovjekom trajno upravlja kodeks čija su pravila i značenje, ograničenja, poput onih u jeziku, većinom izvan shvaćanja pojedinaca".

Jean Baudrillard tvrdio je da zamagljena koncepcija "javnog mnijenja" predstavlja subjektivnu i netočnu iluziju, jer potrošačima pridaje suverenitet koji zapravo nemaju. Prema Baudrillardovom razumijevanju, proizvodi kapitalističke popularne kulture mogu samo stvoriti iluziju pobune, s obzirom na to da ih i dalje proizvodi sustav koji kontroliraju moćnici. Baudrillard je u jednom intervjuu, analizirajući sadržaj i produkciju filma "Matrix", izjavio:
The Matrix crta sliku monopolističke supersile, kao što danas vidimo, a zatim surađuje u njezinu lomu. U osnovi, njezino širenje na svjetskoj razini surađuje s filmom samim. Na ovoj točki vrijedi se prisjetiti Marshalla McLuhana: medij je poruka. Poruka The Matrixa je vlastita difuzija putem nekontrolirane i proliferirajuće kontaminacije.

## Porijeklo

### Kultura tiska
S pojavom tiskarskog stroja u 16. stoljeću, počele su se masovno proizvoditi jeftine knjige, pamfleti i časopisi, postajući tako široko dostupni javnosti. Ovaj napredak omogućio je efikasniji prijenos zajedničkih znanja i ideja.

### Radijska kultura
U 1890-ima Nikola Tesla i Guglielmo Marconi razvili su telegraf, što je dovelo do stvaranja modernog radija. Ovaj tehnološki napredak omogućio je radio da utječe na "slušanu" kulturu, pružajući pojedincima osjećaj izravnijeg utjecaja. Ova radijska kultura postala je ključna, s obzirom na to da je postala neizostavni dio oglašavanja te je uvela i pojavu reklama.

### Filmovi
Filmovi i kinematografija imaju značajan utjecaj na popularnu kulturu, budući da filmovi, kao oblik umjetnosti, predstavljaju medij na koji ljudi često snažno reagiraju. Od pokretnih slika prvotno zabilježenih od strane Eadwearda Muybridgea 1877., film se razvio u medij koji se može prilagoditi različitim digitalnim formatima šireći se među različitim kulturama.
Utjecaj filmova i kinematografije najuočljiviji je kada se analizira ono što filmovi nastoje prikazati. Filmovi se često koriste kako bi istraživali prihvaćanje i razumijevanje različitih tema zbog moćnog utjecaja koji imaju. Primjer takvog ranog prikaza može se vidjeti u filmu "Casablanca" (1942.), koji je javnosti predstavio ratne teme nakon što su Sjedinjene Američke Države ušle u rat, potičući proratno raspoloženje saveznika. Filmovi imaju značajan utjecaj na popularnu kulturu, ali ne svi stvaraju pokrete koji doprinose dovoljno da postanu ključni dijelovi popularne kulture koji pokreću promjene.
Sadržaj filma mora rezonirati s većinom javnosti kako bi se znanje u materijalu povezalo s širom publikom. Popularna kultura predstavlja skup vjerovanja u trendove te podrazumijeva promjenu ideologija i stvaranje društvenih transformacija. Uvjeti su trendovi koji se brzo mijenjaju u suvremenom dobu, potaknuti neprestanim izljevom medijskih sadržaja, posebice filmova. Trendovi nisu dugotrajni, ali imaju različit utjecaj na pojedince koji se mogu grupirati u generalizirane skupine temeljene na dobi i obrazovanju. Stvaranje kulture putem filmova manifestira se u fandomima, religijskim uvjerenjima, ideologijama i društvenim pokretima. Kultura filma postaje vidljivija putem društvenih mreža, gdje su društveni mediji ključni izvor povratnih informacija, potiču rasprave o filmovima i često generiraju pokrete na društvenim platformama kako bi podržali prikazane teme u filmovima.
Popularna kultura ili masovna kultura često postaje dostupna putem filmova koji se lako dijele i dosežu publiku diljem svijeta.

### Televizijski programi
Televizijski program obuhvaća audiovizualni sadržaj namijenjen emitiranju, isključujući reklame, najave ili druge sadržaje koji ne služe kao atrakcija za gledatelje.
Televizijski programi mogu biti fiktivni, kao što su komedije i drame, ili nefiktivni, uključujući dokumentarne filmove, lagane zabavne emisije, vijesti i reality show. Također, mogu biti tematski, poput lokalnih vijesti i određenih televizijskih filmova, ili povijesni, što je često slučaj s mnogim dokumentarnim filmovima i fikcijskim serijama. Te emisije mogu imati primarno poučnu ili obrazovnu svrhu, ali isto tako mogu biti osmišljene kako bi zabavile, kao što je slučaj sa situacijskim komedijama i igrama.

### Glazba
Popularna glazba je glazba široke privlačnosti koja se obično distribuira velikoj publici putem glazbene industrije. Ovi glazbeni oblici i stilovi pristupačni su i izvode ih ljudi s malo ili nimalo glazbenog obrazovanja. Popularna glazba često stoji u suprotnosti s umjetničkom glazbom i tradicionalnom ili "narodnom" glazbom. Umjetnička glazba je povijesno bila širena kroz izvedbe pisane glazbe, dok se od pojave glazbene industrije širi i putem snimaka. S druge strane, tradicionalni glazbeni oblici poput ranih blues pjesama ili himni obično su se prenosili usmeno ili su bili namijenjeni manjoj lokalnoj publici.

### Sport
Sportovi obuhvaćaju različite oblike natjecateljskih tjelesnih aktivnosti ili igara koje, kroz slučajno ili organizirano sudjelovanje, imaju za cilj korištenje, održavanje ili poboljšanje tjelesnih sposobnosti i vještina, pružajući užitak sudionicima, a u nekim slučajevima i zabavu za gledatelje.

### Korporativno brendiranje
Korporativno brendiranje se odnosi na praksu promicanja robne marke korporativnog entiteta, umjesto pojedinačnih proizvoda ili usluga koje ta tvrtka pruža. Ova strategija brendiranja fokusira se na izgradnju i održavanje pozitivne slike o samoj tvrtki, njezinim vrijednostima, kulturi i misiji. Brendiranje na korporativnoj razini može pomoći u stvaranju prepoznatljivosti, povjerenja i lojalnosti među potrošačima.

### Osobno brendiranje
Osobno brendiranje je korištenje društvenih medija za promociju robnih marki i tema kako bi se unaprijedio ugled stručnjaka u određenom području. Cilj je stvoriti ikoničan odnos između profesionalca, brenda i publike, proširujući mreže izvan konvencionalnih linija uspostavljenih od strane mainstreama i poboljšavajući osobnu vidljivost.
Popularna kultura, općenito prepoznata kao skup praksi, uvjerenja i predmeta dominantnih ili prevladavajućih u društvu u određenom trenutku, ima ključnu ulogu u oblikovanju osobnog brenda. Slavne osobe, mrežni identiteti i mikro-slavne osobe koriste popularnu kulturu kako bi ostale relevantne, jedinstvene i kako bi privukle sljedbenike, preglede i lajkove.
Primjerice, Ellen DeGeneres razvila je vlastiti osobni brend kroz svoj talk show The Ellen DeGeneres Show. Kroz razne podružnice, poput Ellen odjeće, čarapa i proizvoda za kućne ljubimce, proširila je svoju bazu obožavatelja. Ovaj pristup pomaže u održavanju relevantnosti i privlačenju pažnje u dinamičnom svijetu popularne kulture.

### Društveni mediji
Društveni mediji predstavljaju interaktivne računalno posredovane tehnologije koje olakšavaju stvaranje i dijeljenje informacija, ideja, karijernih interesa te drugih oblika izražavanja putem virtualnih zajednica i mreža. Aplikacije društvenih medija poput Instagrama, Facebooka, Twittera, YouTubea, TikToka i Snapchata postale su izrazito popularne među mlađim generacijama te su integrirane u svakodnevnu rutinu pojedinaca u današnjem društvu.
Društveni mediji čine vitalni dio naše kulture jer nastavljaju oblikovati načine komunikacije kojima se povezujemo s ljudima u zajednici, obitelji ili prijateljskim grupama. Uočavamo da se na mreži često koriste termini i sleng koji se ne primjenjuju u izravnim razgovorima, dodajući dimenziju osobnosti koju korisnici izražavaju putem ekrana tehnologije. Na primjer, neki pojedinci reagiraju na situacije putem hashtagova ili emotikona.
Društveni mediji brojem pratitelja premašuju konvencionalne marketinške i oglašivačke strategije. Njihov utjecaj na potrošačke odluke kupovine proizlazi iz modnih partnerstava, sponzorstava te ideja o odjeći koje promoviraju. Društveni mediji su također demokratizirali modu potičući jedinstvenost, proširujući prikaze trendova i olakšavajući uspon utjecajnih niša.
Unatoč pozitivnim aspektima, modna industrija vođena utjecajem suočila se s kritikama zbog poticanja prekomjernog konzumerizma, promicanja nerealnih ideala ljepote te iskorištavanja radne snage.

### Odjeća
Modna industrija svjedočila je značajnim i brzim promjenama koje zaslužuju pohvale tijekom godina, kulminirajući proizvodnjom remek-djela nezamislivih u prošlim desetljećima. Ovaj dinamični trend natjerao je priznate modne kuće poput Christian Diora, Louis Vuittona i Balenciage da intenziviraju istraživanje i kreativnu maštu kako bi razvile privlačne dizajne koji su izvanredni i fascinantni. Moda se transformirala od klasičnih komada s opuštenim krojevima do modernih i pripijenih odjevnih komada za muškarce i žene. U posljednjih nekoliko desetljeća svjedočili smo i ponovnom uvođenju starih dizajna, koji su revitalizirani i prilagođeni trenutačnim potrebama tržišta. Nadalje, slavne osobe i influenceri prednjače u postavljanju modnih trendova putem različitih platformi. Budućnost mode obećavajuća je i značajno je inspirirana prošlim trendovima, poput naddimenzioniranih „boyfriend blejzera”.

## Wikipoveznice
- Trash kultura – članak na Wikizvoru

## Vanjske poveznice
- A Glossary of Literary Terms – arhivirano 21. lipnja 2008. (Wayback Machine)